# Kolébka civilizace

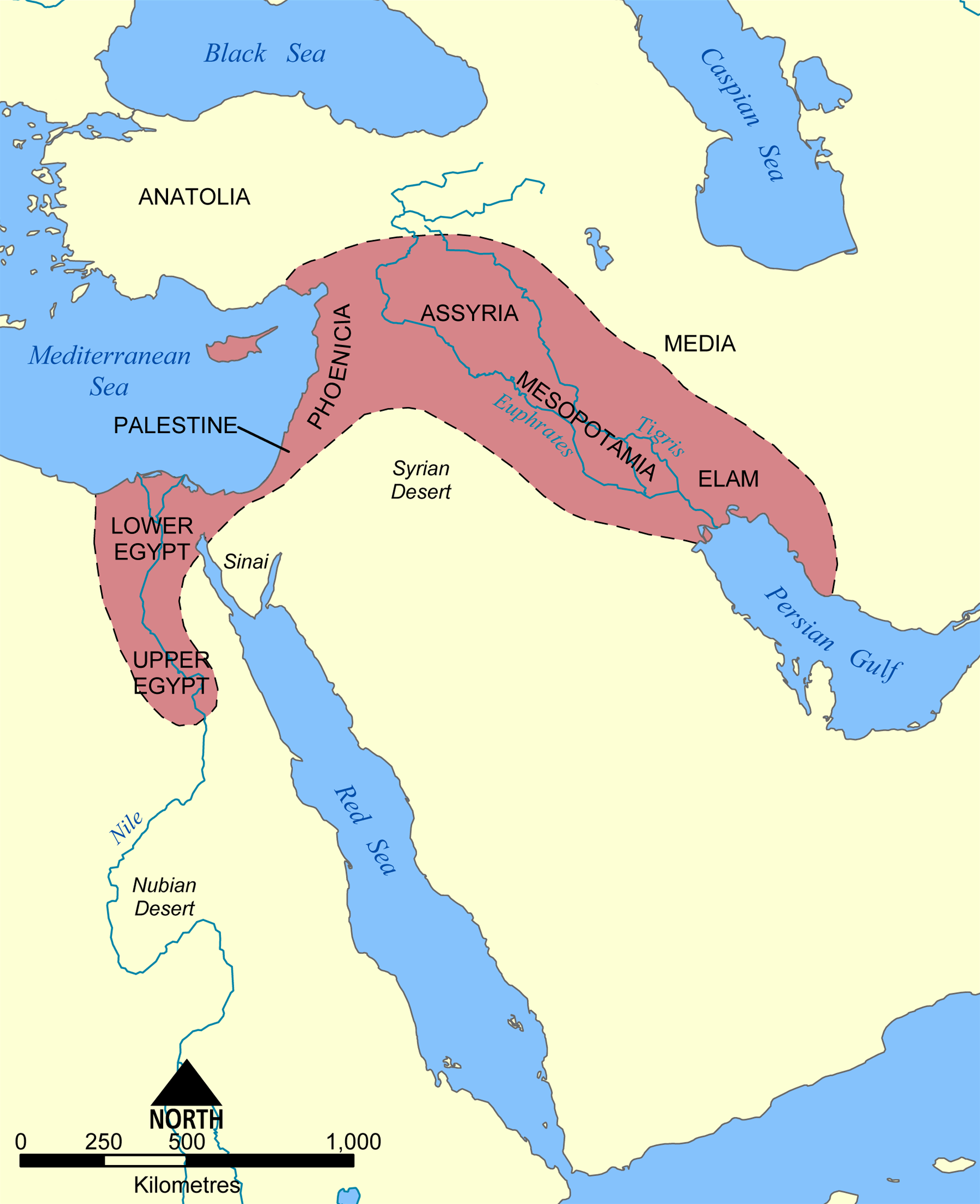
Úrodný půlměsíc kolem řek Nil, Tigris a Eufrat. V minulosti nejčastější obsah pojmu "kolébka civilizace".

Kolébka civilizace je pojem užívaný zejména ve starším dějepisectví a archeologii. Označuje území, kde vznikly nejstarší civilizace na Zemi (definované písmem, městy, třídně stratifikovanou společností, chovem zvířat, zemědělstvím, zpracováním kovů a rozvinutou architekturou). Pojem je protějškem pojmů kolébka lidstva a kolébka života. Za kolébku civilizace byl původně označován především tzv. úrodný půlměsíc, v němž vznikly starověké civilizace Egypta, Mezopotámie (Sumeru, Babylonu), starého Izraele a Asýrie. Dnes se však pojmy kolébka civilizace a úrodný půlměsíc za synonymické nepovažují. Pojmu se užívá spíše ve významu "kolébky civilizace" a zahrnují se do něj i oblasti kolem řeky Indu (starověká indická civilizace) a kolem Žluté řeky a řeky Jang-c’-ťiang v Číně (starověká Čína). Někdy se uvažuje dokonce o vzájemném kontaktu a ovlivnění těchto kulturotvorných center v Euroasii, jindy je to zpochybňováno. Do pojmu bývá zahrnováno i epicentrum mezoamerických starých civilizací na území dnešního Mexika a Peru. U něj se považuje za takřka jisté, že se vyvíjelo zcela nezávisle na Euroasii. Občas se pojmu užije ještě v jiném významu (spojí se například s pojmem neolitická revoluce či s pojmem "historický čas"), s jinými hranicemi území (úrodný půlměsíc se například vymezí šířeji jako Levanta, jež zahrnuje i oblast Sýrie a Íránu, nebo Blízký východ, který je pojmem ještě širším) či se do něj zahrnou ještě další oblasti, jako je Malá Asie, což může mít někdy spíše nacionální důvody. Běžné též je, že pojmu se užívá v nacionálním mysticismu (Indie, Tchaj-wan), v turistickém marketingu a často též v pseudovědě (např. teorie o kolébce civilizace v Británii apod.) První pojmu užil patrně anglický spisovatel Edmund Spenser roku 1590. V historiografii to byl zřejmě francouzský historik Charles Rollin v knize z roku 1734, Rollin tak označoval území Egypta.